# بارتوغ الماز
بارتوغ الماز (انگلیسی: Bartuğ Elmaz؛ زادهٔ ۱۹ فوریهٔ ۲۰۰۳) بازیکن فوتبال اهل ترکیه است.
وی همچنین در تیم‌های ملی فوتبال تیم ملی فوتبال زیر ۱۵ سال ترکیه, تیم ملی فوتبال زیر ۱۶ سال ترکیه، زیر ۱۷ سال ترکیه، زیر ۱۹ سال ترکیه، و زیر ۲۱ سال ترکیه بازی کرده است.